# 山崎茂樹
山崎 茂樹（やまさき しげき、1967年7月27日 - ）は、広島県福山市出身の、日本の柔道選手である。階級は95kg級。身長183cm。

## 経歴
近大福山高校3年の時に新人体重別の86kg級で決勝まで進むが、世田谷学園高校2年の石田輝也に敗れて2位だった。
1986年に近畿大学へ進学すると、2年の時から3年連続で高校時代からの同級生である竹村典久などとともに活躍して優勝大会で3位となった。また、2年の時には正力国際の個人戦95kg級で3位、団体戦では2位となった。3年の時には正力国際の個人戦で再び3位だったものの、団体戦では優勝を飾った。4年の時には体重別の決勝で世界チャンピオンである新日鉄の須貝等に敗れるも2位になった。正力杯では3位だった。無差別で争われる全日本学生選手権では決勝まで進むも、東海大学4年の関根英之に敗れた。正力国際の団体戦では2連覇を達成した。
1990年に旭化成の所属となった。1991年の全日本選手権では準々決勝で世界チャンピオンであるJRAの小川直也と対戦すると、一本背負投で有効を先取する健闘を見せるも、腕緘で逆転負けを喫したが5位に入った。続く実業個人選手権には86kg級で優勝を飾った。1992年の実業個人選手権では95kg級に階級を戻して今大会2連覇を達成した。1993年の講道館杯と体重別ではともに3位となった。

## 戦績
- 1985年 -　新人体重別　2位(86kg級)
- 1987年 -　優勝大会　3位
- 1988年 -　正力国際　個人戦　3位　団体戦　2位
- 1988年 -　優勝大会　3位
- 1989年 -　正力国際　個人戦　3位　団体戦　優勝
- 1989年 -　優勝大会　3位
- 1989年 -　体重別　2位
- 1989年 -　正力杯　3位
- 1989年 -　全日本学生選手権　2位(無差別)
- 1990年 -　正力国際　団体戦　優勝
- 1990年 -　実業個人選手権　3位(86kg級)
- 1991年 -　全日本選手権　5位
- 1991年 -　実業個人選手権　優勝(86kg級)
- 1992年 -　実業個人選手権　優勝
- 1993年 -　講道館杯 3位
- 1993年 -　体重別　3位

(出典、JudoInside.com)